# Jan Hendrik Hofmeyr de Waal
Jan Hendrik Hofmeyr de Waal (né le 30 décembre 1871 à Somerset West, colonie du Cap et mort le 30 octobre 1937 au Cap en Union d'Afrique du Sud) est un écrivain, un dramaturge et un linguiste afrikaans par ailleurs avocat et rédacteur en chef du journal De Goede Hoop (1903-1914). Il est également un homme politique sud-africain, membre successivement du parti national (1915-1934) et du parti national purifié, député de Piketberg (1915-1937).

## Biographie

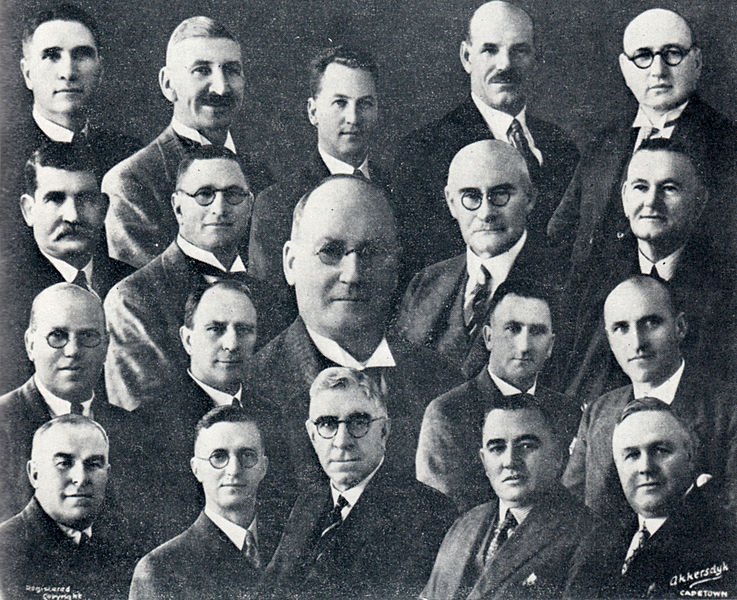
Les 19 députés nationalistes qui refusent, autour de Daniel Malan, la fusion avec le parti uni et fondent le Parti national purifié:
En haut de gauche à droite: S.P. le Roux, R.A.T. van der Merwe, F.C. Erasmus, P.J.H. Luttig, J.J. Haywood. 3e rang: L.J. Vosloo, dr. N.J. van der Merwe, D.F. Malan (en gros plan), J.H.H. de Waal, A.L. Badenhorst.
2e rang: P.O. Sauer, Karl Bremer, J.G. Strijdom, C.W.M. du Toit.
1er rang: J.F. van G. Bekker, C.R. Swart, Bruckner de Villiers, C.H. Geldenhuys et G.P. Steyn.

Jan Hendrik Hofmeyr de Waal est le fils de David Christiaan de Waal, un agriculteur qui sera maire de la ville du Cap (1889-1890) et député de Piketberg au parlement de la colonie du Cap et, par sa mère, le neveu de Jan Hendrik Hofmeyr (Onze Jan), le fondateur de l'Afrikaner Bond.
En 1892, après ses études, J.H.H. de Waal est enseignant à l'école publique pour garçons de Uitenhage puis directeur de l'école publique d'Utrecht au Natal. Après un intermède professionnel auprès de son père, il part à Londres en  1894, pour poursuivre des études supérieures de droit. Il se lie avec Jan Smuts et visite plusieurs pays européens. De retour en Afrique du Sud en octobre 1897, il ouvre un cabinet juridique au Cap et apporte également un certain nombre de contributions à divers journaux.
En juillet 1903, J.H.H. de Waal devint rédacteur en chef du nouveau magazine mensuel pour la jeunesse, De Goede Hoop. Grand partisan de l'afrikaans comme langue écrite, il publie notamment un long plaidoyer sous forme de vers en faveur de la langue afrikaans.
Il est l'un des fondateurs et président de l'Afrikaanse Taalvereniging le 5 octobre 1906. J.H.H. de Waal est également le premier avocat à plaider en afrikaans une affaire devant la Haute Cour du Cap. 
En 1907, membre du comité d'orthographe de l'Afrikaanse Taalvereniging qui détermine les règles d'orthographe en afrikaans, J.H.H. de Waal se prononce contre l'usage simplifiée de l'orthographe néerlandaise. En 1908, il participe à la conférence qui décide de la création de l'Académie sud-africaine des sciences et des arts. Il se présente pour être député de Piketberg au parlement du Cap mais il échoue. Rebelote en 1910 pour le premier parlement de l'Union sud-africaine.
En 1912, il défend les positions du général James Barry Hertzog qui valent à ce dernier son expulsion du gouvernement de Louis Botha. 
En 1914, J.H.H. de Waal adhère au nouveau constitué parti national et se fait élire député de Pikertberg lors des élections générales sud-africaines de 1915, réélu constamment jusqu'à sa mort. Il participe également à la fondation de Naspers.
De 1929 à 1933, J.H.H. de Waal préside la chambre de l'assemblée du parlement sud-africain. Il occupe par ailleurs de hautes fonctions au sein des structures administratives du parti national, notamment celles de la vice-présidence et de la présidence. Il joue un rôle de premier plan dans la reconnaissance de l'Afrikaans dans la fonction publique en 1918. Il ne ratifie pas la fusion du parti national et du Parti sud-africain et fait partie des 19 députés qui sous la houlette de Daniel François Malan fondent le parti national purifié. 
En 1936, il reçoit un doctorat honorifique en littérature de l'université de Pretoria. 
J.H.H. de Waal meurt en octobre 1937 au Cap.

## Œuvres
JHH de Waal est l'auteur de plusieurs pièces de théatre, romans et poèmes notamment
- Anjelina (1903)
- Die Spioen en sy Handlangers (1907)
- Amper maar nog nie (1907)
- Oupa (1926)
- Die Dobbelspelletjie (1930)
- Die Jonge Skrywer (1931)

Il est aussi l'auteur en 1896 de la version traduite en anglais de With Rhodes in Mashonaland.

## Vie privée
En décembre 1898, il épouse Emerentia Gerharda de Vos (Emma) de Kock avec laquelle il a six enfants.

## Sources